# Prątniczek krzywoszyjkowy
Prątniczek krzywoszyjkowy (Microbryum curvicolle (Hedw.) R.H. Zander) – gatunek mchu należący do rodziny płoniwowatych (Pottiaceae Schimp.). Mech niewielkich rozmiarów. W Polsce podawany m.in. z obszaru województwa śląskiego.

## Morfologia
GametofitRośnie w rozrzuceniu lub w luźnych darniach. Łodyżki wysokości 1,5–3 mm. Listki dolne długości ok. 1 mm, podłużne, listki górne dłuższe i węższe, dorastają do ok. 1,5 mm. Brzegi blaszki listka są podwinięte.
SporofitSeta silnie zakrzywiona, bardzo krótka, długości 0,5–1,5 mm. Puszka zarodni jajowata, czerwonobrązowa, nie odrzuca wieczka, które ma krótki czubek.
Gatunki podobneKulczak Acaulon triquetrum ma także wygięte sety, ale puszki są słabo widoczne, schowane w szerszych liściach. Prątniczek Microbryum rectum jest podobny, ale ma proste sety. Brodek bezłodygowy Tortula acaulon ma wyjątkowo krótkie sety (krótsze niż 0,5 mm), z puszkami usytuowanymi w centrum rośliny.

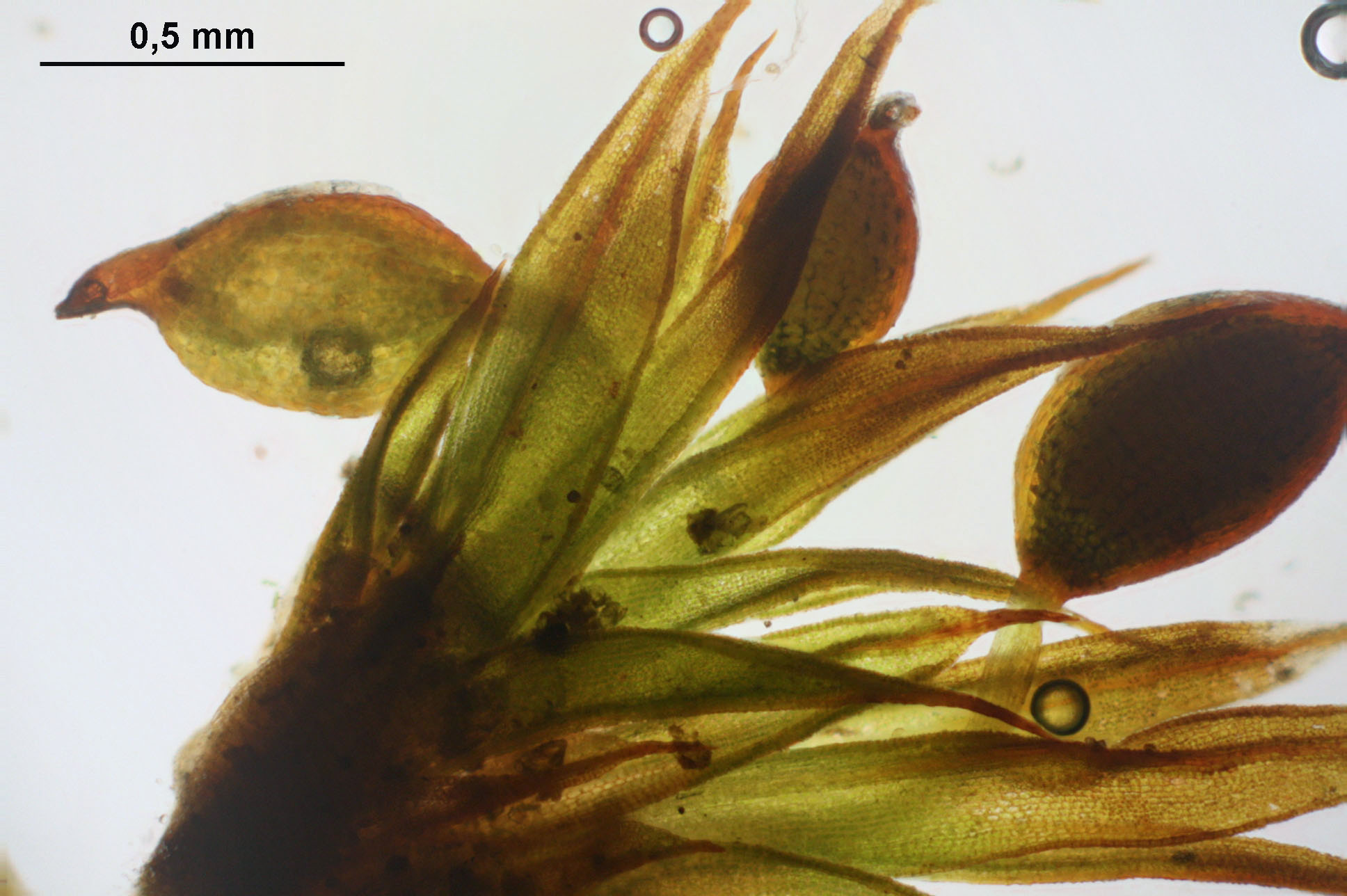
Gałązki gametofitu ze sporofitem
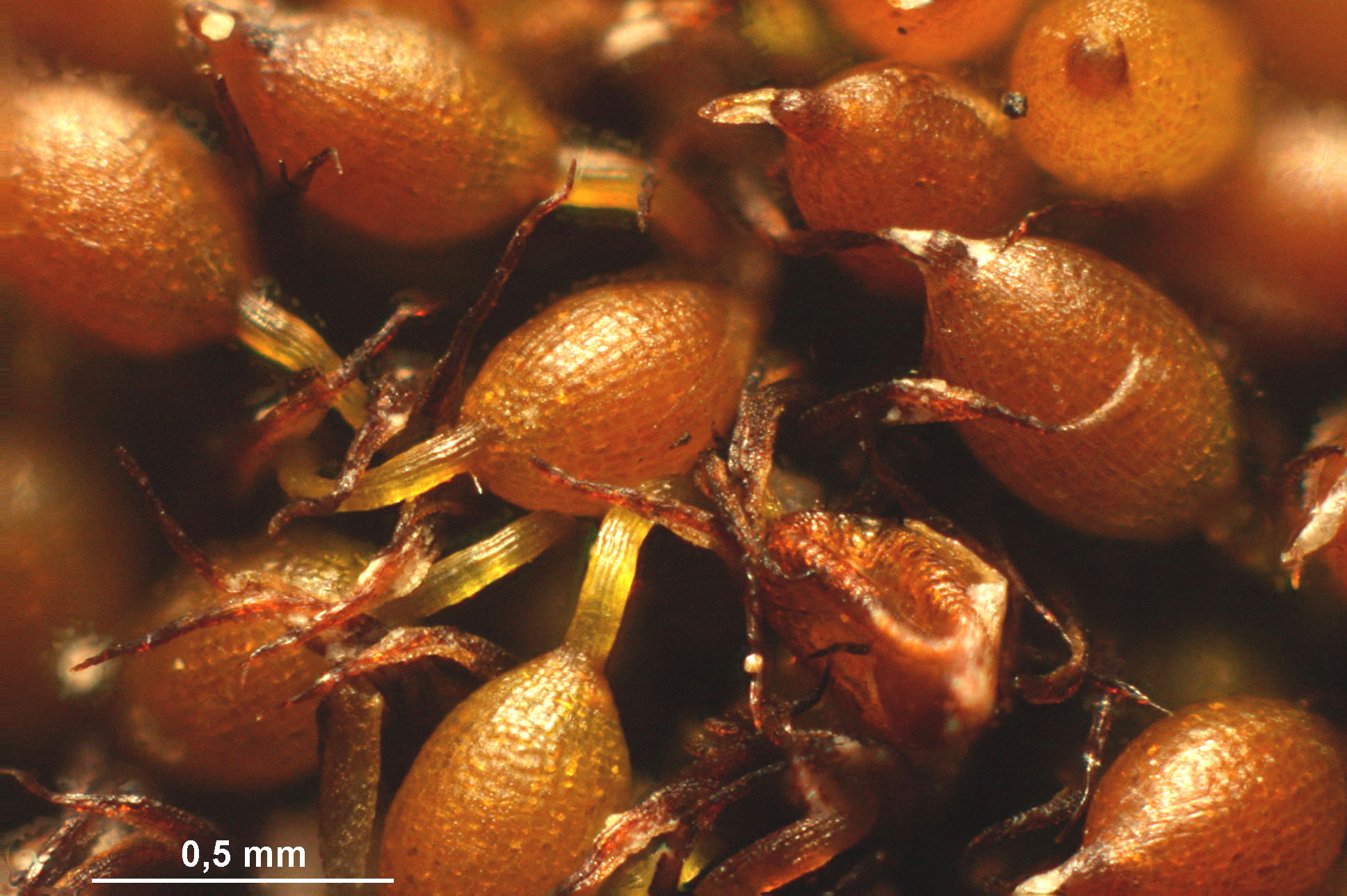
Widoczne wygięte sety i puszki zarodni

## Ekologia
Prątniczek krzywoszyjkowy preferuje podłoża wapienne. Rośnie w różnorodnych siedliskach o zaburzonej glebie, najczęściej na łąkach, w kamieniołomach, ale także na użytkach rolnych i leśnych ścieżkach.

## Systematyka i nazewnictwo
Synonimy: Astomum curvicolle (Hedw.) Bayrh., Cycnea curvicolla (Hedw.) Berk., Phascum piptocarpum Durieu & Mont.

## Zagrożenia
Gatunek został wpisany na czerwoną listę mchów zagrożonych w Polsce z kategorią zagrożenia „I” (o nieokreślonym zagrożeniu, 1992), w późniejszych publikacjach nadano mu kategorię „R” (rzadki) w skali kraju. Został także wpisany na czerwoną listę mszaków województwa śląskiego z kategorią zagrożenia „VU” (narażony na wyginięcie, stan na 2011 r.). W Czechach (w 2005 r.) i na Słowacji (w 2001 r.) nadano mu kategorię „VU”.